# Ancylolomia ophiralis
Ancylolomia ophiralis là một loài bướm đêm trong họ Crambidae.